# Barbus nigroluteus
Barbus nigroluteus är en fiskart som beskrevs av Pellegrin, 1930. Barbus nigroluteus ingår i släktet Barbus och familjen karpfiskar. IUCN kategoriserar arten globalt som starkt hotad. Inga underarter finns listade.